# Chirurgie fonctionnelle endoscopique des sinus
La chirurgie endoscopique fonctionnelle des sinus (CEFS) est une procédure peu invasive qui utilise des endoscopes nasaux pour élargir les voies de drainage nasal des sinus paranasaux afin d'améliorer la ventilation des sinus et de permettre l'utilisation de médicaments topiques,. Cette procédure est généralement utilisée pour traiter les maladies inflammatoires et infectieuses des sinus ne répondant pas aux médicaments, y compris la rhinosinusite chronique, les polypes nasaux,, certains cancers et la décompression des orbites ou du nerf optique dans l'ophtalmopathie thyroïdienne (en).
Dans cette chirurgie, l'oto-rhino-laryngologiste retire le processus unciné de l'os ethmoïde tout en visualisant le passage nasal à l'aide d'un endoscope à fibre optique. La CEFS peut être réalisée sous anesthésie locale en ambulatoire. En général, les patients ne ressentent qu'un inconfort minime pendant et après la chirurgie. La procédure peut prendre de 2 à 4 heures.

## Histoire
Le premier cas enregistré d'endoscopie utilisée pour la visualisation des voies nasales a eu lieu à Berlin, en Allemagne, en 1901. Alfred Hirschmann, qui a conçu et fabriqué des instruments médicaux, modifie un cystoscope pour pouvoir l'utiliser dans la cavité nasale. En octobre 1903, Hirschmann publie "Endoscopie du nez et de ses sinus accessoires". En 1910, M. Reichart réalise la première chirurgie endoscopique des sinus à l'aide d'un  endoscope d'un diamètre de 7 mm. En 1925, Maxwell Maltz crée le terme "sinuscopie", se référant à la méthode endoscopique de visualisation des sinus. Maltz a également encouragé l'utilisation d'endoscopes comme outil de diagnostic des anomalies nasales et sinusales.
Dans les années 1960, Harold Hopkins, PhD à l'Université de Reading a utilisé ses connaissances en physique pour développer un endoscope qui fournisse plus de lumière et avec une résolution considérablement meilleure que les endoscopes précédents. Le système optique à tige de Hopkins est largement reconnu comme un tournant pour l'endoscopie nasale. À l'aide du système optique à tige de Hopkins, le médecin autrichien Walter Messenklinger a visualisé et enregistré l'anatomie des sinus paranasaux et des parois nasales latérales sur des cadavres. Plus précisément, Messerklinger s'est concentré sur la cartographie des voies mucociliaires. En 1978, Messerklinger publie l'ouvrage intitulé "Endoscopie du nez", exposant ses découvertes et les méthodes proposées pour utiliser l'endoscopie nasale pour le diagnostic. Le professeur Heinz Stammberger, un chirurgien de la tête et du cou qui a travaillé à l'Université de Graz avec le professeur Messerklinger a été captivé par la technique et les implications pour la physiopathologie et le traitement de la maladie des sinus. Il a adopté la technique et s'est identifié à elle. Il a parcouru le monde pour défendre et populariser la technique et il a effectué plusieurs cours à la fois à l'Université de Graz et dans le monde entier. Il a ensuite rencontré David Kennedy, MD, de l'Université Johns Hopkins, et ensemble, ils ont travaillé avec le fabricant d'instruments chirurgicaux Karl Storz pour développer des instruments destinés à la chirurgie endoscopique des sinus, et ont inventé le terme de chirurgie endoscopique fonctionnelle des sinus. Stammberger et Kennedy ont publié plusieurs articles sur l'utilisation et la technique de la CEFS et, en 1985, le premier cours nord-américain sur la CEFS a été dispensé au Johns Hopkins Medical Center. Heinz Stammberger, le responsable de la chaire d' oto -rhino-laryngologie à l'Université de Graz, et Kennedy, ont affiné les techniques et dispensé des cours pratiques sur les techniques à travers le monde. Le professeur Stammberger a pris sa retraite de son poste de directeur du département à Graz et s'est installé à Dubaï où il a travaillé avec le professeur Muaaz Tarabichi, également connu comme le père de la chirurgie endoscopique de l'oreille, pour créer le TSESI : Tarabichi Stammberger Ear and Sinus Institute, un centre consacré à l'avancement de la chirurgie endoscopique de l'oreille et des sinus. Le professeur Stammberger est décédé en 2018.

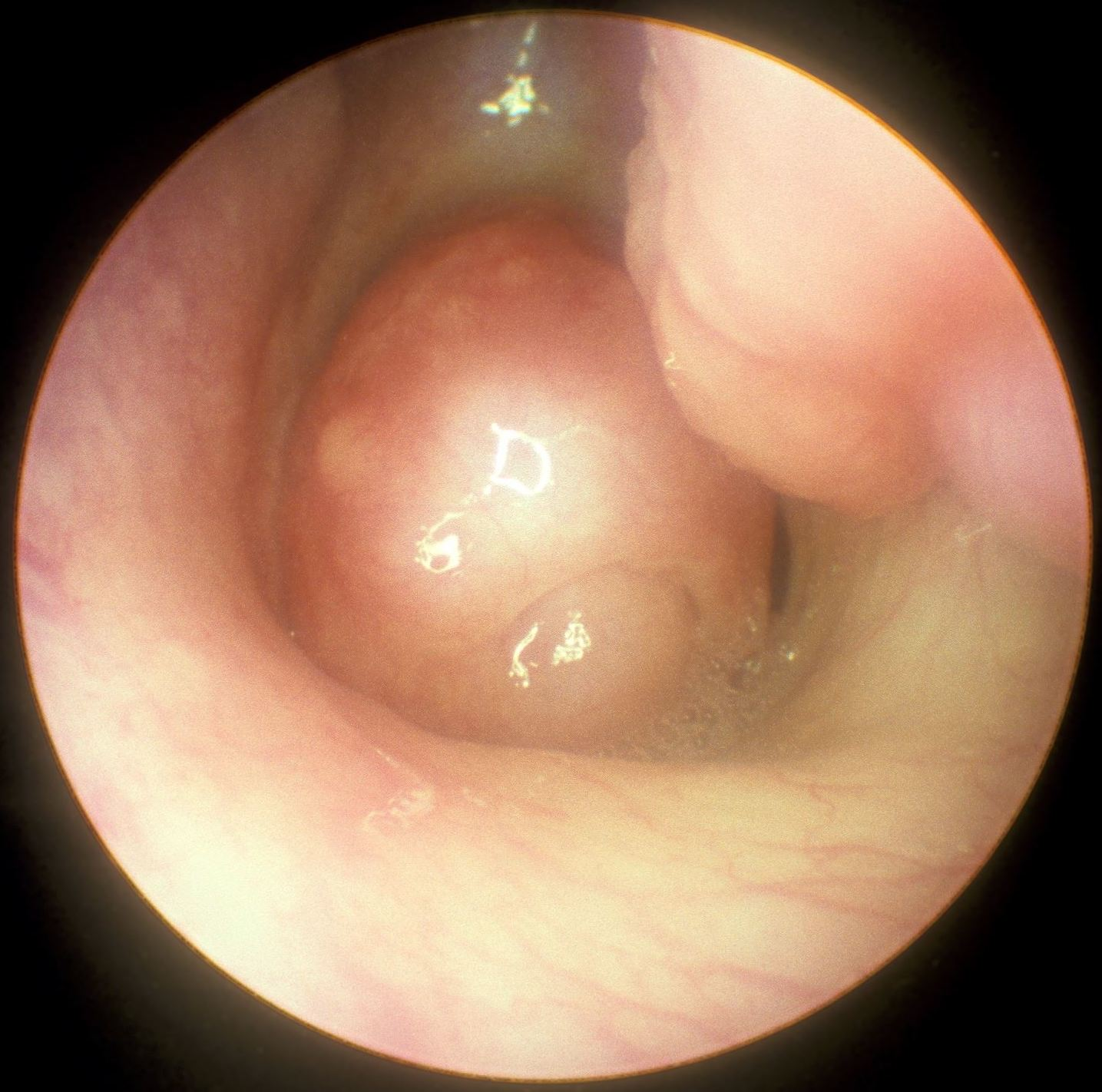
Grand polype nasal (masse ronde, centre), qui est généralement traité et retiré par chirurgie fonctionnelle endoscopique.

## Indications
La chirurgie endoscopique fonctionnelle des sinus est utilisée pour traiter la rhinosinusite chronique (RSC) en cas d'échec de toutes les options de traitement non chirurgicales telles que l'antibiothérapie, l'application topiques de corticostéroïdes par la voie nasale  et le lavage nasal avec des solutions salines. La RSC est une maladie inflammatoire dans laquelle la congestion du nez et d'au moins un sinus contrarie le drainage du mucus. Elle peut être causée par des facteurs anatomiques tels qu'un septum dévié, des polypes nasaux, ou par une infection. Les symptômes comprennent des difficultés à respirer par le nez, un gonflement et une douleur autour du nez et des yeux, un drainage postnasal dans la gorge et des difficultés à dormir. La RSC est une affection courante chez les enfants et les jeunes adultes..
Le but de la CEFS dans le traitement de la rhinosinusite chronique SRC est d'éliminer toute obstruction anatomique qui empêche un bon drainage des muqueuses. Une exploration préalable est nécessaire afin d'identifier la configuration exacte de l'unité ostéométale et du récessus sphéno-ethmoïdal, compte-tenu de leur grande variabilité anatomique,. Une intervention standard comprend l'ablation du processus unciné, et l'ouverture des cellules ethmoïdales et des cellules de Haller ainsi que de l'ostium maxillaire, si nécessaire. Si des polypes nasaux obstruant la ventilation ou le drainage sont présents, ils sont également retirés. Dans le cas de tumeurs dans les sinus paranasaux ou la cavité nasale (bénignes ou cancéreuses), un otorhinolaryngologiste peut effectuer une CEFS pour enlever les excroissances, parfois avec l'aide d'un neurochirurgien, en fonction de l'étendue de la tumeur. Dans certains cas, une greffe d'os ou de peau est placée par CEFS pour réparer les dommages causés par la tumeur. Le champ d'intervention de la CEFS s'est élargi, passant d'interventions  ciblées au sein du complexe ostio-méatal à des frontoethmoïdectomies plus complètes avec méatotomie maxillaire et, le cas échéant, sphénoïdotomie.
Dans le trouble thyroïdien connu sous le nom de d'ophtalmopathie de Grave (ou ophtalmopathie thyroïdienne), l'inflammation et l'accumulation de graisse dans la région orbitonasale peut causer de graves proptosis. Dans les cas qui n'ont pas répondu au traitement par corticostéroïdes, la CEFS peut être utilisée pour décompresser la région orbitaire. Les os de la cavité orbitaire ou des parties du plancher orbitaire peuvent également être retirés.
L'approche endoscopique de cette chirurgie est une méthode moins invasive que la chirurgie des sinus ouverts, ce qui permet aux patients d'être plus à l'aise pendant et après l'intervention. L'entrée dans le champ opératoire par le nez, plutôt que par une incision dans la bouche comme dans la méthode traditionnelle de Caldwell-Luc, diminue le risque d'endommager les nerfs qui innervent les dents. En raison de sa nature moins invasive, la CESF est une option courante pour les enfants atteints de SRC ou d'autres complications nasosinusiennes.
L'une des indications suggérées de la CESF est l'introduction d'agents thérapeutiques locaux (tels que les stéroïdes) dans les sinus. La recherche a montré qu'une modification spéciale de la buse du spray nasal chez les patients ayant subi une CEFS permet une meilleure administration d'agents thérapeutiques locaux dans les sinus ethmoïdaux.

## Résultats et complications
La chirurgie endoscopique fonctionnelle des sinus est considérée comme réussie si la plupart des symptômes, y compris l'obstruction nasale, la qualité du sommeil, l'olfaction et les douleurs faciales, sont résolus 1 à 2 mois après l'intervention,,. Des revues de résultats de cette chirurgie en traitement de la rhinosinusite chronique ont montré qu'une majorité de patients signalent une amélioration de leur qualité de vie après avoir subi une intervention chirurgicale,. Le taux de réussite dans le traitement des adultes atteints serait de   80-90 %, et chez les enfants, de 86-97 %. La complication la plus fréquente de la CEFS est la fuite de liquide céphalo-rachidien, qui a été observée chez environ 0,2 % des patients. Généralement, cette fuite intervient pendant l'intervention, et  peut être contrée sans complications supplémentaires en postopératoire. D'autres risques de la chirurgie comprennent une infection, des saignements, une vision double qui dure généralement quelques heures, un engourdissement des dents de devant, un hématome orbitaire, une diminution de l'odorat ou la cécité, La cécité est la complication la plus grave de la CEFS et résulte d'une lésion du nerf optique pendant la chirurgie. Cette complication grave survient dans 0,44 % des cas, selon une étude réalisée au Royaume-Uni. Selon une revue Cochrane de 2006 s'appuyant sur trois essais contrôlés randomisés, il n'y a pas de preuve d'une plus grande efficacité de ce type de chirurgie par rapport au traitement médical de la rhinosinusite chronique. Une autre revue Cochrane a examiné les soins postopératoires des patients après CEFS par débridement (élimination des caillots sanguins, des croûtes et des sécrétions des cavités nasales et sinusales sous anesthésie locale), mais les preuves issues des essais cliniques disponibles étaient incertaines. La procédure de débridement après CEFS peut faire peu ou pas de différence sur la qualité de vie liée à la santé ou la gravité de la maladie. Il peut y avoir un risque plus faible d'adhérences, mais on ne sait pas si cela a un impact sur les résultats à long terme. La chirurgie fonctionnelle des sinus avait été largement surutilisée comme moyen de traitement des céphalées en se basant sur l'hypothèse d'une étiologie sinusale des différents types de céphalées primaires. De nombreux patients, prestataires de soins primaires et même des spécialistes confondent toute migraine frontale avec une maladie des sinus. L'International Headache Society et l'American Academy of Otolaryngology-Head and Neck Surgery ont fait de multiples tentatives pour définir davantage la céphalée primaire et/ou la céphalée sinusale. Il a été suggéré très tôt qu'une telle confusion pourrait être une cause d'échec de la chirurgie endoscopique fonctionnelle des sinus.